# Cephalocereus senilis

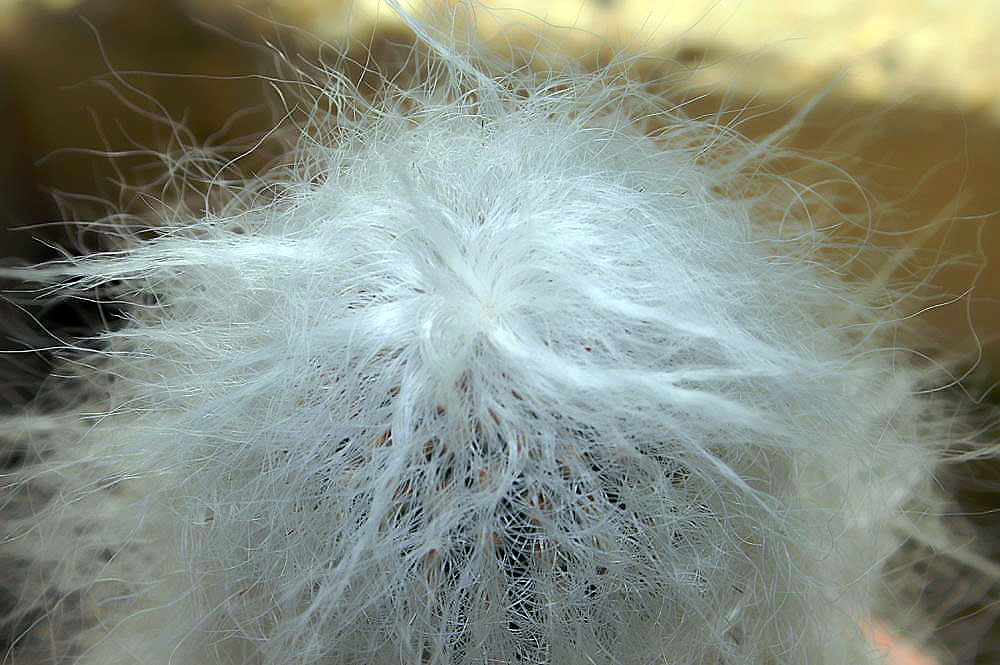
Detail

Cephalocereus senilis ist eine Pflanzenart aus der Gattung Cephalocereus in der Familie der Kakteengewächse (Cactaceae). Das Artepitheton senilis stammt aus dem Lateinischen, bedeutet ‚alt‘ und verweist auf die zahlreichen weißen Haare der Art, der ihr ein altes Aussehen verleihen. Trivialnamen sind „Greisenhaupt“ und „Viejo“.

## Beschreibung
Cephalocereus senilis wächst mit aufrechten, hellgrünen, später vergrauenden Trieben, ist nur an der Basis verzweigt und erreicht bei Durchmessern von bis zu 30 Zentimetern Wuchshöhen von bis zu 15 Metern. Es sind 20 bis 30 niedrige und nur wenig gekebte Rippen vorhanden. Die 1 bis 5 kräftigen Mitteldornen sind gelblich bis gräulich und 1 bis 5 Zentimeter lang. Die 20 bis 30 haarartigen Randdornen sind weiß und 6 bis 12 Zentimeter lang. Das anfangs nur auf einer Seite ausgebildete Pseudocephalium umfasst später die gesamte Spitze der Triebe. Es besteht aus dichten weißen Haaren.
Die trichterförmigen, gelblich rosafarbenen Blüten sind 8 bis 9 Zentimeter lang und erreichen Durchmesser von 7 bis 8 Zentimetern. Ihr Perikarpell und die Blütenröhre sind behaart und mit wenigen Schuppen besetzt. Die verkehrt eiförmigen Früchte sind wenig beschuppt und weisen eine Länge von 2,5 bis 3 Zentimetern auf.

## Verbreitung, Systematik und Gefährdung
Cephalocereus senilis ist in den mexikanischen Bundesstaaten Hidalgo, Guanajuato und Veracruz verbreitet.
Die Erstbeschreibung als Cactus senilis wurde 1824 von Adrian Hardy Haworth veröffentlicht. Ludwig Georg Karl Pfeiffer stellte die Art 1838 in die Gattung Cephalocereus. Weitere nomenklatorische Synonyme sind Cereus senilis (Haw.) DC. (1828), Cephalophorus senilis (Haw.) Lem. (1838), Echinocactus senilis (Haw.) Beaton (1839), Pilocereus senilis (Haw.) Lem. (1839), Cephalocereus senilis (Haw.) K.Schum. (1894) und Euporteria senilis (Phil.) Kreuz. & Buining (1941)
In der Roten Liste gefährdeter Arten der IUCN wird die Art als „Endangered (EN)“, d. h. als stark gefährdet geführt.

## Nachweise